# Annabella Sciorra
Annabella Gloria Philomena Sciorra (Wethersfield, 29 de março de 1960) é uma atriz norte-americana de cinema, televisão e teatro.

## Biografia

### Juventude
Os pais de Annabella são de origem italiana. O pai era veterinário.
Aos 11 anos, sua família se fixou em Nova York, onde começou a ter aulas de teatro. Matriculou-se na South Shore High School, no Brooklyn e, aos 20 anos, já fazia parte da companhia The Brass Ring Theatre.

### Carreira
As portas se abriram para Annabella quando protagonizou Febre da Selva, de Spike Lee (1991). Outros grandes sucessos foram A Mão que Balança o Berço (1992) e Amor Além da Vida (1998). Tornou-se bastante conhecida dos telespectadores no papel de "Gloria Trillo", da telessérie The Sopranos, pelo qual foi indicada ao prêmio Emmy.
Ela também fez uma participação especial no primeiro episódio de Law & Order: Trial by Jury e, mais tarde, integrou o elenco fixo de Law & Order: Criminal Intent, como a detetive Carolyn Barek. Um ano depois, foi substituída por Julianne Nicholson (detetive Megan Wheeler).
Seu trabalho mais recente foi no papel de Maria Coretti no drama Rainhas do Crime, de 2018.

### Vida privada
Annabella foi casada com o ator Joe Petruzzi de 1989 a 1993. Em 2004 ela iniciou um relacionamento com o ator Bobby Cannavale, que terminou em 2007. 
Em outubro de 2017 ela revelou ao jornal The New Yorker que havia sido estuprada pelo produtor de cinema Harvey Weinstein nos anos 90. Segundo o jornal, ela teria sido estuprada de forma violenta e sofrido assédio sexual por vários anos após o incidente.

## Cinema
Ao longo da carreira, participou de mais de 19 filmes e 11 séries. 
- True Love (br: Michael e Donna - Um Verdadeiro Amor) (1989)
- Reversal of Fortune (br: O Reverso da Fortuna) (1990)
- Cadillac Man (br: Um Conquistador em Apuros) (1990)
- Internal Affairs (br: Justiça Cega) (1990)
- Jungle Fever (br: Febre da Selva) (1991)
- The Hard Way (br: Aprendiz de Feiticeiro) (1991)
- Whispers in the Dark (br: Gemidos de Prazer) (1992)
- The Hand That Rocks the Cradle (br: A Mão que Balança o Berço) (1992)
- Mr. Wonderful (br: Um Amor de Verdade) (1993)
- The Night We Never Met (br: A Noite em que Nunca Nos Encontramos) (1993)
- Romeo is Bleeding (br: Sangue de Romeu) (1994)
- The Addiction (1995)
- The Cure (1995) (br: A Cura) (1995)
- The Innocent Sleep (br: Caçada na Noite) (1996)
- Underworld (br: Razões para Matar) (1996)
- The Funeral (br: Os Chefões) (1996)
- Little City (br: Paixões Alucinantes) (1997)
- Highball (1997]
- Cop Land (1997)
- Mr. Jealousy (br: Louco de Ciúmes) (1997)
- What Dreams May Come (br: Amor Além da Vida) (1998)
- New Rose Hotel (br: Enigma do poder) (1998)
- Above suspicion (br: Quando a suspeita condena) (2000)
- Sam the Man (br: Crises da vida) (2000)
- American Crime (2003)
- Chasing Liberty (br: Curtindo a Liberdade) (2004)
- King of the Jungle (2004)
- 12 and Holding (2006)
- Marvelous (2006)
- Find Me Guilty (br: Sob Suspeita) (2006)

## Televisão
- The Fortunate Pilgrim (1988) - Minissérie
- Asteroid (1997)
- The Sopranos (2001 - 2002)
- Law & Order: Criminal Intent (2005 - 2006)
- Law & Order: Trial by Jury (2005) - Convidada
- The L Word (2007) - Convidada
- ER (2007) - Convidada

## Premiações e indicações
- Em 1990 apareceu na lista de Novos Atores Que Prometem (em inglês: Promising New Actors); [6]
- Em 2001 recebeu uma indicação ao Emmy por sua atuação em "The Sopranos". [4]